# Andravola Vohipeno
Andravola Vohipeno is een plaats en commune in het centrum van Madagaskar, behorend tot het district Ambatolampy, dat gelegen is in de regio Vakinankaratra. Tijdens een volkstelling in 2001 telde de plaats 5.215 inwoners.
De plaats biedt enkel lager onderwijs aan. 98% van de bevolking werkt als landbouwer. Het belangrijkste landbouwproduct is rijst; andere belangrijke producten zijn fruit, bonen, mais en aardappelen. Verder is 1% actief in de dienstensector en heeft 1% een baan in de industrie.